# The Hepworth Wakefield
The Hepworth Wakefield est un musée d'art moderne et contemporain situé à Wakefield au Royaume-Uni. Il a été conçu par David Chipperfield et construit par l'entreprise Laing O'Rourke. Son financement, d'un montant de 35 millions de livres, est d'origine publique. Il est nommé en référence à Barbara Hepworth. Il a ouvert en 2011.

## Collections
- Maurice Asselin (1882-1947), Anémones, huile sur toile.